# Ammophila rubripes
Ammophila rubripes là một loài côn trùng cánh màng trong họ Sphecidae, thuộc chi Ammophila. Loài này được Spinola miêu tả khoa học đầu tiên năm 1839.